# Georg Luck
Georg Luck (* 17. Februar 1926 in Bern; † 17. Februar 2013 in Baltimore) war ein schweizerisch-US-amerikanischer Klassischer Philologe.
Luck studierte Klassische Philologie an den Universitäten Bern und Zürich. Die Smith-Mund-Fellowship ermöglichte ihm 1951/1952 einen Aufenthalt in den Vereinigten Staaten. An der Harvard University legte Luck 1952 das Master-Examen ab. Anschließend arbeitete er als Dozent an der Yale University (1952/1953), kehrte dann zum Zweck der Promotion (bei Walter Wili) kurzzeitig nach Bern zurück und arbeitete danach an der Brown University, ab 1955 an der Harvard University. Nach einem Forschungsjahr als Guggenheim Fellow (1958/1959) kehrte Luck nach Europa zurück und habilitierte sich 1960 an der Universität Mainz. Nach zwei Jahren als Privatdozent wurde er 1962 als ordentlicher Professor an die Universität Bonn berufen. Hier wirkte er zehn Jahre lang, bis er 1972 in die USA zurückkehrte und zum Full Professor of Classics an der Johns Hopkins University ernannt wurde. 1990 wurde er emeritiert.
Zu Lucks Forschungsschwerpunkten zählten die römische Dichtung (Tibull, Properz, Ovid, Lucan), die er auch ins Deutsche übersetzte, der Kynismus und die antike Magie. Seine Schriften erschienen in englischer und deutscher Sprache.

## Schriften
- Der Akademiker Antiochos (= Noctes Romanae. Band 7). Haupt, Bern 1953.
- The Latin Love Elegy. Methuen, London 1959 (2. Auflage ebenda 1969; deutsche Übersetzung: Die römische Liebeselegie. Winter, Heidelberg 1961).
- Hexen und Zauberei in der römischen Dichtung. Artemis, Zürich/Stuttgart 1962.
- Über einige Interjektionen der lateinischen Umgangssprache. Kritische Beiträge zu Plautus und Terenz. C. Winter, Heidelberg 1964.
- Properz/Tibull: Liebeselegien (Bibliothek der Alten Welt). Artemis, Zürich/Stuttgart 1964 (Neuausgabe: Artemis & Winkler, Düsseldorf 1996, ISBN 3-7608-1689-4).
- P. Ovidius Naso: Tristia. Herausgegeben, übersetzt und erklärt (Wissenschaftliche Kommentare zu griechischen und lateinischen Schriftstellern). 2 Bände, C. Winter, Heidelberg 1967–1977 (für Band 2: ISBN 3-533-01177-1).
- Untersuchungen zur Textgeschichte Ovids (= Bibliothek der klassischen Altertumswissenschaften. Neue Folge, Reihe 2, Band 29). C. Winter, Heidelberg 1969.
- Lukan: Der Bürgerkrieg. Lateinisch und Deutsch (= Schriften und Quellen der alten Welt. Band 34). Akademie-Verlag, Berlin 1985.
- Arcana mundi. Magic and the occult in the Greek and Roman worlds. A collection of ancient texts. Johns Hopkins University Press, Baltimore 1985, ISBN 0-8018-2523-7.
- Der Dichter in der Kutsche. Die Schweizer Reise des Herrn Samuel Rogers. Nagel und Kimche, Zürich 1986, ISBN 3-312-00119-6.
- Albii Tibulli aliorumque carmina (Bibliotheca Teubneriana). Teubner, Stuttgart 1988, ISBN 3-519-01864-0 (Neuausgabe, ebenda 1998, ISBN 3-519-11864-5).
- Magie und andere Geheimlehren in der Antike. Mit 112 neu übersetzten und einzeln kommentierten Quellentexten. Kröner, Stuttgart 1990, ISBN 3-520-48901-5.
- Die Weisheit der Hunde. Texte der antiken Kyniker in deutscher Übersetzung mit Erläuterungen. Kröner, Stuttgart 1997, ISBN 3-520-48401-3.
- Ancient Pathways and Hidden Pursuits. Religion, Morals, and Magic in the Ancient World. University of Michigan Press, Ann Arbor 1999, ISBN 0-472-10790-9 (Aufsatzsammlung).
- Lukan: De bello civili. Der Bürgerkrieg. Lateinisch/Deutsch. Reclam, Stuttgart 2009, ISBN 978-3-15-018511-7.